# Anja Mandeljc
Anja Mandeljc (* 4. Juni 1999) ist eine slowenische Skilangläuferin.

## Werdegang
Mandeljc, die für den TSK Triglav Kranj startet, trat international erstmals bei den Nordischen Junioren-Skiweltmeisterschaften 2015 in Almaty in Erscheinung. Dort belegte sie den 32. Platz über 5 km Freistil, den 24. Rang im Skiathlon und den fünften Platz mit der Staffel. Im folgenden Jahr kam sie bei den Olympischen Jugend-Winterspielen in Lillehammer auf den 17. Platz im Cross, auf den neunten Rang im Sprint und auf den sechsten Platz über 5 km Freistil und bei den Nordischen Junioren-Skiweltmeisterschaften in Râșnov auf den 35. Platz über 5 km klassisch und auf den zehnten Rang über 10 km Freistil. In der Saison 2016/17 holte sie beim Europäischen Olympischen Winter-Jugendfestival 2017 in Erzurum die Goldmedaille über 5 km klassisch und belegte bei den Nordischen Junioren-Skiweltmeisterschaften in Soldier Hollow den 28. Platz über 5 km Freistil, den 22. Rang im Sprint und den 12. Platz im Skiathlon. Ihr Debüt im Skilanglauf-Weltcup hatte sie im Januar 2018 in Planica, welches sie auf dem 57. Platz im Sprint beendete. Bei den Nordischen Junioren-Skiweltmeisterschaften 2018 in Goms lief sie auf den 38. Platz im Sprint, auf den 15. Rang über 5 km klassisch und auf den 13. Platz im Skiathlon und bei den Nordischen Junioren-Skiweltmeisterschaften 2019 in Lahti auf den 32. Platz im Sprint, auf den 29. Rang im 15-km-Massenstartrennen und auf den 17. Platz über 5 km Freistil. Zu Beginn der Saison 2019/20 startete sie in Pokljuka erstmals im Skilanglauf-Alpencup und errang dabei den 33. Platz im Sprint und den 13. Platz über 10 km Freistil. Im weiteren Saisonverlauf belegte sie bei den U23-Weltmeisterschaften 2020 in Oberwiesenthal den 35. Platz im Sprint, den 30. Rang über 10 km klassisch und den 25. Platz im 15-km-Massenstartrennen und erreichte beim Balkan-Cup in Pokljuka den zweiten Platz über 5 km klassisch. Im folgenden Jahr errang sie bei den U23-Weltmeisterschaften in Vuokatti den 20. Platz über 10 km Freistil und bei den Nordischen Skiweltmeisterschaften 2021 in Oberstdorf den 47. Platz über 10 km Freistil. In der Saison 2021/22 belegte sie bei den Olympischen Winterspielen 2022 in Peking den 66. Platz über 10 km klassisch sowie den 59. Rang im Sprint und bei den folgenden U23-Weltmeisterschaften in Lygna den 48. Platz im Sprint sowie den 24. Rang über 10 km klassisch.

## Siege bei Continental-Cup-Rennen
| Nr. | Datum        | Ort  | Disziplin     | Serie      |
| --- | ------------ | ---- | ------------- | ---------- |
| 1.  | 7. März 2015 | Pale | 5 km Freistil | Balkan-Cup |

## Teilnahmen an Weltmeisterschaften und Olympischen Winterspielen

### Olympische Spiele
- 2022 Peking: 59. Platz Sprint Freistil, 66. Platz 10 km klassisch

### Nordische Skiweltmeisterschaften
- 2021 Oberstdorf: 47. Platz 10 km Freistil
- 2023 Planica: 8. Platz Teamsprint Freistil, 11. Platz Staffel, 28. Platz 10 km Freistil, 46. Platz Sprint klassisch
- 2025 Trondheim: 21. Platz 10 km klassisch, 24. Platz 20 km Skiathlon

## Platzierungen im Weltcup

### Weltcup-Statistik
Die Tabelle zeigt die erreichten Platzierungen im Einzelnen.
- 1.–3. Platz: Anzahl der Podiumsplatzierungen
- Top 10: Anzahl der Platzierungen unter den ersten zehn
- Punkteränge: Anzahl der Platzierungen innerhalb der Punkteränge
- Starts: Anzahl gelaufener Rennen in der jeweiligen Disziplin
- Hinweis: Bei den Distanzrennen erfolgt die Einordnung gemäß FIS.

| Platzierung               | Distanzrennen a | Distanzrennen a | Distanzrennen a | Distanzrennen a | Distanzrennen a | Skiathlon Verfolgung | Sprint | Etappen- rennen b | Gesamt | Team   | Team    |
| Platzierung               | ≤ 5 km          | ≤ 10 km         | ≤ 15 km         | ≤ 30 km         | > 30 km         | Skiathlon Verfolgung | Sprint | Etappen- rennen b | Gesamt | Sprint | Staffel |
| ------------------------- | --------------- | --------------- | --------------- | --------------- | --------------- | -------------------- | ------ | ----------------- | ------ | ------ | ------- |
| 1. Platz                  |                 |                 |                 |                 |                 |                      |        |                   |        |        |         |
| 2. Platz                  |                 |                 |                 |                 |                 |                      |        |                   |        |        |         |
| 3. Platz                  |                 |                 |                 |                 |                 |                      |        |                   |        |        |         |
| Top 10                    |                 |                 |                 |                 |                 |                      |        |                   |        |        |         |
| Punkteränge               |                 | 17              | 2               | 13              | 1               | 2                    | 11     | 2                 | 48     | 2      | 1       |
| Starts                    |                 | 21              | 4               | 14              | 1               | 5                    | 23     | 2                 | 70     | 2      | 1       |
| Stand: Saisonende 2024/25 |                 |                 |                 |                 |                 |                      |        |                   |        |        |         |

### Weltcup-Gesamtplatzierungen
| Saison  | Gesamt | Gesamt | Distanz | Distanz | Sprint | Sprint |
| Saison  | Punkte | Platz  | Punkte  | Platz   | Punkte | Platz  |
| ------- | ------ | ------ | ------- | ------- | ------ | ------ |
| 2022/23 | 270    | 62.    | 157     | 48.     | 59     | 69.    |
| 2023/24 | 178    | 64.    | 167     | 41.     | 11     | 106.   |
| 2024/25 | 397    | 46.    | 298     | 31.     | 27     | 86.    |